# Rue Clément-Myionnet
La rue Clément-Myionnet est une voie du 15e arrondissement de Paris, en France.

## Situation et accès
La rue Clément-Myionnet est une voie publique située dans le 15e arrondissement de Paris. Elle débute au 5, place de la Montagne-du-Goulet et se termine au 14, rue Léontine.

## Origine du nom

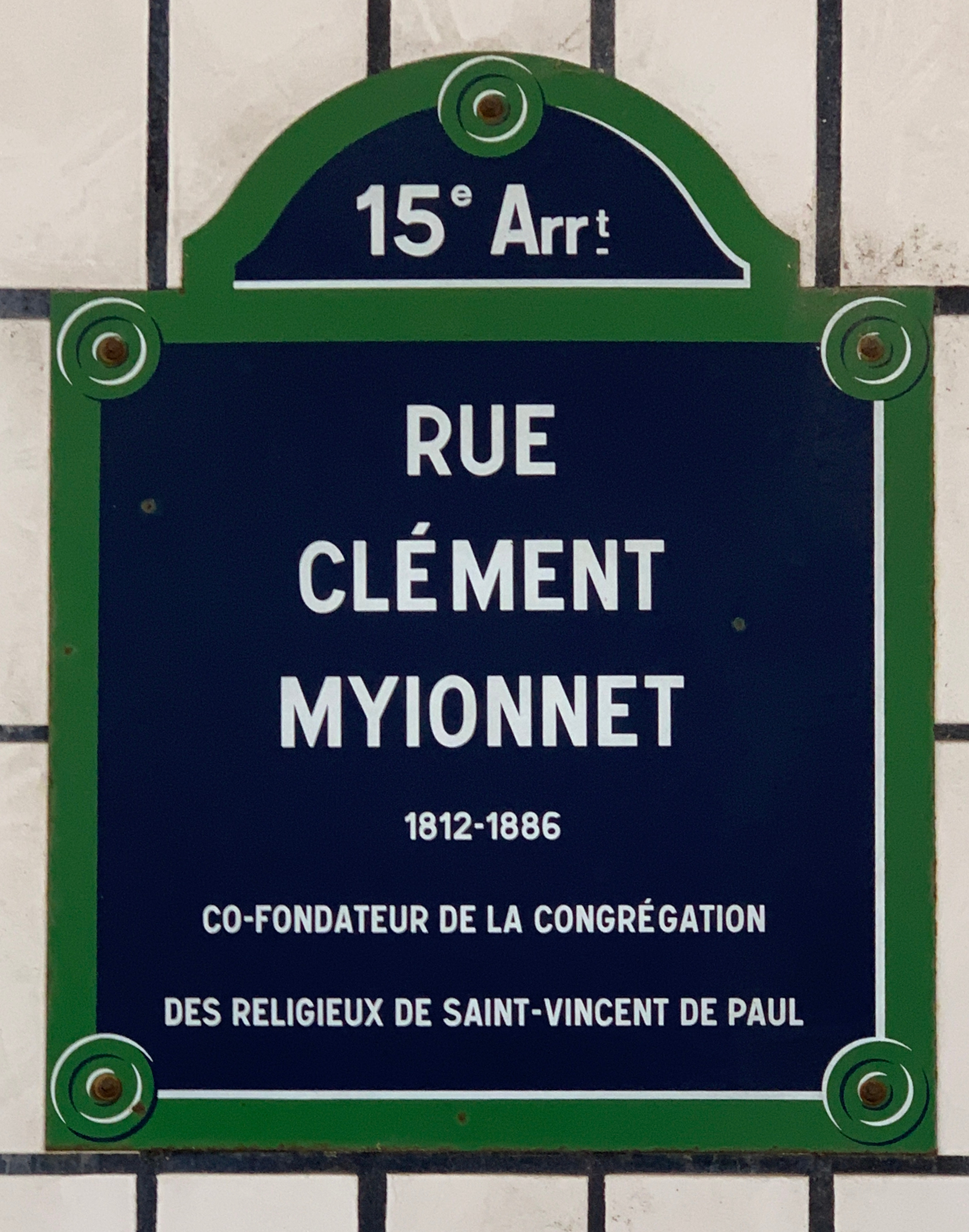
Plaque de la rue.

Elle porte le nom du cofondateur de la congrégation des Religieux de Saint-Vincent-de-Paul, pères et frères[Quoi ?] Clément Myionnet (1812-1886).

## Historique
La voie est créée dans le cadre de l'aménagement de la ZAC Citroën-Cévennes sous le nom provisoire de « voie AQ/15 » et prend sa dénomination actuelle par un arrêté municipal du 9 janvier 1987.